# Watkowe

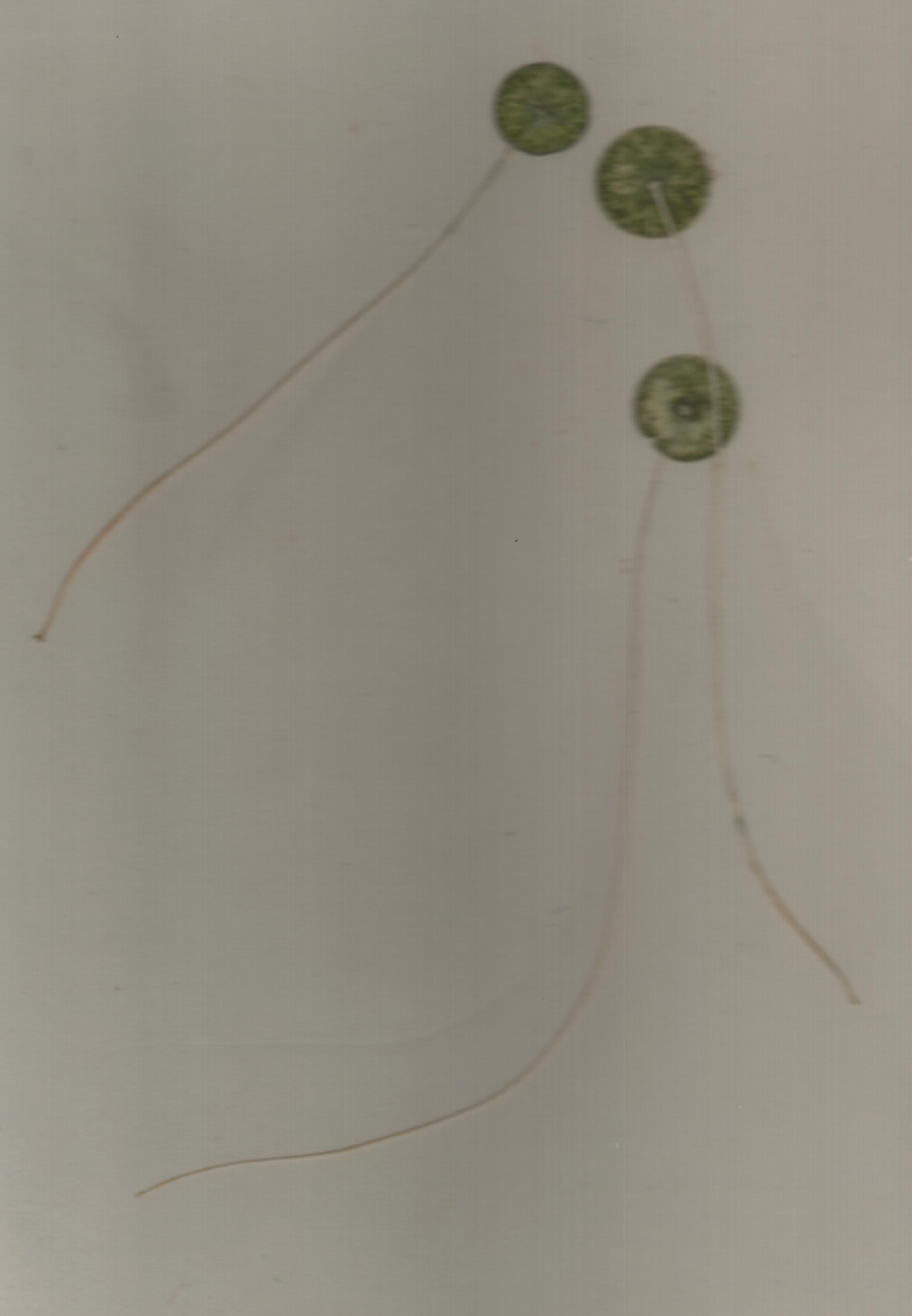
Parasolowiec Acetabularia

Watkowe (Ulvophyceae) – klasa wielokomórkowych zielenic, słonowodnych glonów o dużym zróżnicowaniu budowy.

## Charakterystyka
Wśród watkowych spotyka się organizmy o niezwykłych kształtach, jak parasolowiec (Acetabularia) czy pełzatka (Caulerpa). Osobliwością budowy watkowych, odróżniającą je od zielenic właściwych, jest obecność trwałego wrzeciona podziałowego. W czasie podziału komórki nowa ściana komórkowa zaczyna narastać od boków do środka, w końcu przecina wrzeciono i powstają dwie komórki potomne.

## Zastosowanie
Często wykorzystywane w celach kulinarnych np. kilka gatunków określanych jako sałata morska.

## Systematyka
- Rząd: wstężnicowce (Ulotrichales)
  - Rodzaj: wstężnica (Ulothrix)
- Rząd: watkowce (Ulvales)
  - Rodzaj: watka (ulwa, Ulva)
    - Gatunek: ulwa sałatowa (Ulva lactuca)

  - Rodzaj: taśma (Enteromorpha)
- Rząd: gałęzatkowce (Cladophorales)
  - Rodzaj: gałęzatka (Cladophora)
- Rząd: dasykladowce (Dasycladales)
- Rząd: †Cyclocrinales
- Rząd: trentepoliowce (Trentepohliales)
- Rząd: syfonowce (Siphonales)
  - Rodzaj: acetabularia (parasolowiec, Acetabularia)
  - Rodzaj: pełzatka (Caulerpa)
- Rząd: kodiolowce (Codiolales)